# Athetis discopuncta
Athetis discopuncta är en fjärilsart som beskrevs av George Francis Hampson 1916. Athetis discopuncta ingår i släktet Athetis och familjen nattflyn. Inga underarter finns listade i Catalogue of Life.